# Jaskinia Stara
Jaskinia Stara (Jaskinia Partyzantów) – jaskinia na terenie Niecki Nidziańskiej. Ma cztery otwory wejściowe położone w Dolinie Skorocickiej (Niecka Solecka), na północny wschód od Skorocic, w pobliżu Jaskini Górnej, Jaskini Dzwonów i Jaskini z Potokiem, na wysokościach 199 i 202 m n.p.m.. Długość jaskini wynosi 86 metrów, a jej deniwelacja 3 metry.

Jaskinia znajduje się na terenie rezerwatu przyrody „Skorocice” i jest nieudostępniona turystycznie.

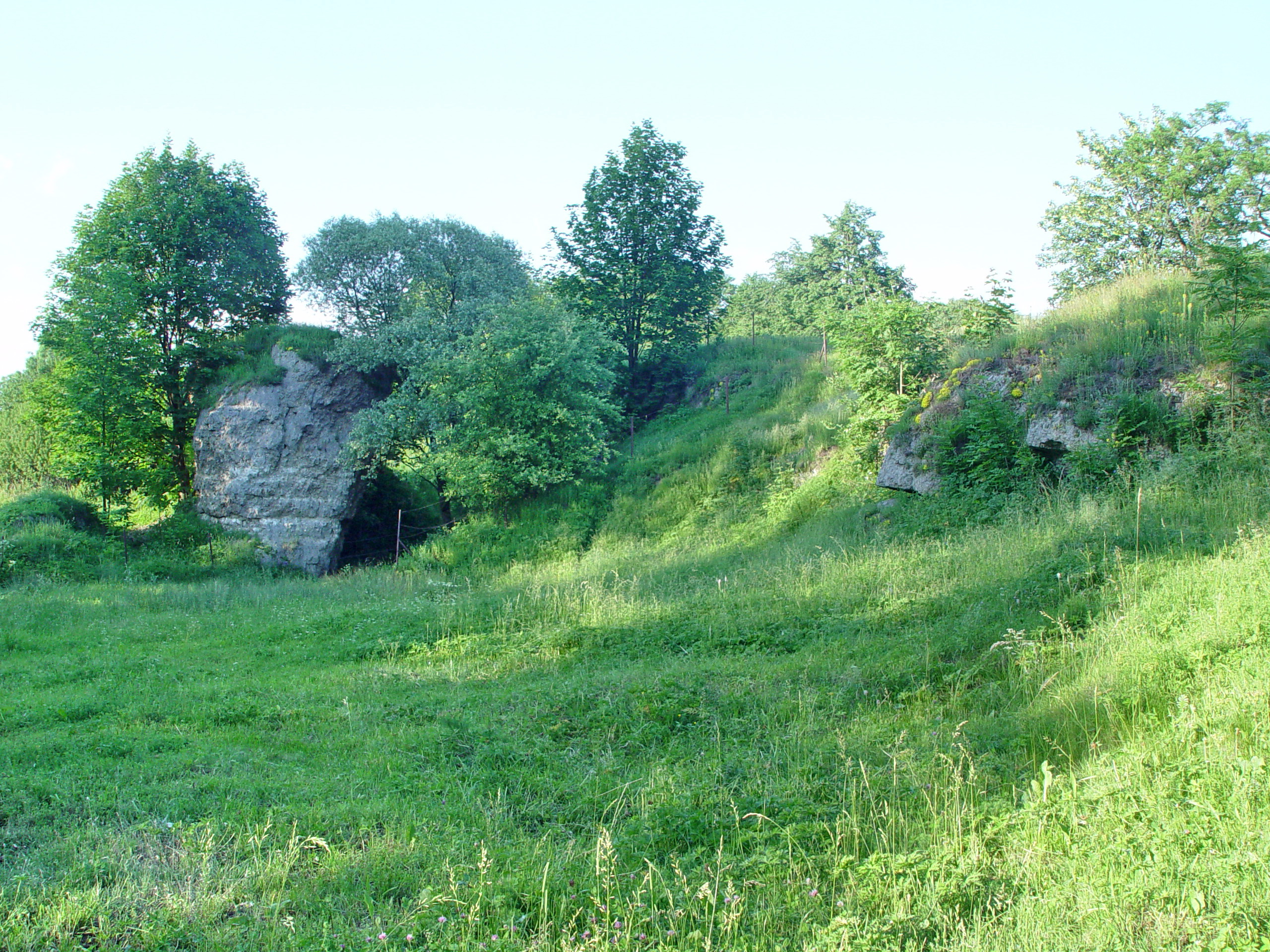
Rezerwat przyrody Skorocice

## Opis jaskini
Jaskinię stanowią dwa, prawie równoległe korytarze. Wszystkie cztery otwory wejściowe prowadzą do niewielkiego korytarza, przez którego większą część płynie Potok Skorocicki. Korytarz ten zaczyna się i kończy w dużych otworach wejściowych (północnym i południowym) znajdujących się we wnękach skalnych. Potok przepływa między jednym z otworów środkowych, a dużym otworem południowym. W pobliżu dużego otworu północnego z korytarza odchodzi niewielki ciąg prowadzący do drugiego, obszernego i równoległego korytarza. Na lewo prowadzi on do niewielkiej studzienki, z której można dostać się do 5-metrowego korytarzyka, na prawo zaś, po kilkunastu metrach, rozdziela się na dwa krótkie korytarzyki i niewielką studzienkę.

## Przyroda
W jaskini można spotkać małe stalaktyty i polewy naciekowe. Zamieszkują ją nietoperze i lisy.

## Historia odkryć
Jaskinia była znana od dawna. W czasie II wojny światowej była schronieniem dla partyzantów, stąd jej druga nazwa. Jej opis i plan sporządzili J. Gubała i A. Kasza w 1999 roku.